# Scotty 2 Hotty
Scott Garland (* 2. Juli 1970 in Westbrook, Maine), besser bekannt als Scotty 2 Hotty, ist ein US-amerikanischer Wrestler.

## Karriere

### Anfänge
Scott Garland gab 1988 als Leichtgewicht sein Wrestling-Debüt. Seine ersten Ringerfahrungen machte er unter dem Namen Scott Taylor in der East Coast Wrestling Association. Obwohl er dort erfolgreich war, durfte Garland keinen Titel halten.
1993 tauchte er dann zum ersten Mal in der World Wrestling Federation (WWF, heute WWE) auf, allerdings nur als Jobber.

### World Wrestling Federation / World Wrestling Entertainment

#### 1998–2001
Nach 5 Jahren Jobberdasein erkannte die WWF sein Talent und nahm ihn 1998 fest unter Vertrag. Er erhielt den Namen „Too Hotty“ Scott Taylor. Man steckte ihn zunächst in ein Tag Team mit Grandmaster Sexay, welches unter dem Namen Too Much antrat.
Wenig später nannte man Too Much in Too Cool um und stellte ihnen Rikishi als eine Art Mentor zur Seite. Im Herbst 1999 verletzte sich Grandmaster Sexay am Knöchel und musste pausieren, währenddessen ließ man Scott Taylor als Einzelakteur in der Leichtgewicht Division antreten und ließ ihn sogar am 17. April 2000 den Lightheavyweight Champion Gürtel gewinnen. Diesen verlor er allerdings nur eine Woche später wieder.
Anschließend kehrte sein Partner Grandmaster Sexay wieder in den Ring zurück und Too Cool machten da weiter, wo sie aufgehört hatten. Am 29. Mai 2000 konnten die beiden dann den WWF Tag Team Titel gewinnen. Sie hielten ihn bis zum 25. Juni 2000. Nach diesem Titelrun schlug das Schicksal dann auch bei Scott Taylor zu, er verletzte sich an der Achillessehne und musste ein Jahr lang pausieren.

#### 2001–2007
Ende 2001 kam er dann wieder zurück, doch während seiner Pause wurde sein Partner Grandmaster Sexay aufgrund eines Drogenskandals entlassen, also gab man ihm den neuen Namen Scotty 2 Hotty und steckte ihn in ein Tag Team mit Albert (heute Tensai) unter dem Namen Zoo Crew. Die beiden erhielten einen kleinen Push, welcher jedoch nicht für die Tag Team Titel reichte.
Im Mai 2002 verletzte sich Scotty 2 Hotty erneut, diesmal am Nacken, wodurch er nochmal 1 Jahr lang pausieren musste. Im April 2003 feierte er dann ein erneutes Comeback, doch während seiner Abwesenheit hat sich die World Wrestling Federation in World Wrestling Entertainment umbenannt und ihre Kader in zwei Shows, RAW und SmackDown!, unterteilt. Man schickte ihn zu SmackDown! und ließ die Too Cool wieder aufleben, diesmal in Form von Scotty 2 Hotty und Rikishi.
Zusammen gewannen sie am 4. Februar 2004 die WWE Tag Team Titel und verloren diese wieder am 20. April 2004. Danach hatte sich Rikishi jedoch verletzt, noch während seiner Verletzung lief sein Vertrag mit der WWE aus und diese entschied sich, ihn nicht zu verlängern. Seitdem war Scotty 2 Hotty nur noch einzeln bei SmackDown! unterwegs, hauptsächlich in der Cruiserweight Division (modifizierte Leichtgewicht Division). Am 18. Mai 2007 wurde er von der WWE entlassen.

### Independent
Am 13. Juli 2008 unterschrieb er einen Vertrag bei der Promotion Chaotic Wrestling. Im November 2009 wurde Garland von der irischen Promotion American Wrestling Rampage verpflichtet und nahm als deren Neuverpflichtung an der Ende November an der Deutschland-Tour der Liga teil.

## Championtitel und Auszeichnungen
- World Wrestling Entertainment

- 1× WWF Light Heavyweight Champion
- 1× WWF Tag Team Champion (mit Grand Master Sexay)
- 1× WWE Tag Team Champion (mit Rikishi)

- Eastern Pro Wrestling

- 1× EPW Heavyweight Championship

- New England Wrestling Association

- 4× NEWA Heavyweight Champion

- Coastal Championship Wrestling

- 1× CCW Heavyweight Champion